# Cruzeiro de Santo Estêvão de Bastuço
O Cruzeiro de Agrela ou Cruzeiro de Santo Estêvão de Bastuço, fica situado no lugar de Agrela, antiga freguesia de Santo Estêvão de Bastuço, Município de Barcelos, Distrito de Braga, Portugal.
Trata-se de um cruzeiro, apoiado numa base em granito de quatro degraus quadrangulares, tendo o seu fuste na parte inferior uma forma paralelepipédica rectangular, seguida de uma coluna cilíndrica,  encimada por um capitel trabalhado sobre o qual existe uma cruz em granito com uma imagem.
Na parte inferior do fuste apresenta um baixo relevo com a data 1718.